# 3 marca
3 marca jest 62. (w latach przestępnych 63.) dniem w kalendarzu gregoriańskim. Do końca roku pozostaje 303 dni.

## Święta
- Imieniny obchodzą: Agrypin, Asteriusz, Eutropiusz, Gerwin, Gerwina, Hieronim, Innocenty, Jakub, Kamila, Katarzyna, Kleonik, Kleonika, Kolumba, Kunegunda, Maryn, Maryniusz, Piotr, Samuel, Teodor, Teresa, Tycjan, Tycjana i Wirzchosława.
- Bułgaria – Święto Wyzwolenia
- Gruzja – Dzień Matki
- Japonia – Dzień Dziewczynek (jap. Hinamatsuri, odpowiednik Dnia Dziecka)
- Libia – Deklaracja Władzy Ludowej
- Malawi – Dzień Męczenników
- Międzynarodowe – Międzynarodowy Dzień dla Ucha i Słuchu (z inicjatywy WHO)
- Sudan – Dzień Jedności Narodowej
- Wspomnienia i święta w Kościele katolickim obchodzą[1][2]:
  - św. Kamila z Auxerre (dziewica)
  - św. Katarzyna Maria Drexel (zakonnica)
  - św. Kunegunda Luksemburska (cesarzowa, żona św. Henryka II i zakonnica)
  - św. Teresa Eustochio Verzeri (założycielka Zgromadzenia Sióstr Najświętszego Serca Jezusowego)
  - bł. męczennicy z Gonderu:
    - bł. Liberat Weiss
    - bł. Michał Pius Fasoli
    - bł. Samuel Marzorati

## Wydarzenia w Polsce
- 1362 – Król Kazimierz III Wielki nadał prawa miejskie Ropczycom.
- 1501 – W Wilnie zawarto antymoskiewskie przymierze litewsko-krzyżackie.
- 1585 – Elbląg zawarł porozumienie handlowe z angielską Kompanią Wschodnią.
- 1812 – Sformowano Legię Księstwa Warszawskiego.
- 1831 – Powstanie listopadowe: zwycięstwo oddziału gen. Józefa Dwernickiego nad Rosjanami w bitwie pod Kurowem.
- 1846 – Wojska austriackie zdławiły powstanie krakowskie.
- 1896 – Około 110 górników zginęło w pożarze w kopalni „Kleofas” w Katowicach.
- 1908 – Początek powodzi w Sanoku.
- 1912 – Biskup krakowski Adam Stefan Sapieha odbył ingres do katedry wawelskiej.
- 1919 – Utworzono Kurię Biskupią Wojsk Polskich.
- 1921 – Polska zawarła układ z Rumunią o wzajemnej pomocy militarnej w razie ataku ze strony Rosji.
- 1941 – Niemcy utworzyli getto żydowskie w Krakowie.
- 1945:
  - Armia Czerwona zajęła Świdwin i Miastko.
  - W odwecie za uprowadzenie i zamordowanie przez UPA 11 Polaków, w dniach 1-3 marca w Pawłokomie na Podkarpaciu zostało zamordowanych przez oddział AK pod dowództwem por. Józefa Bissa i polską samoobronę z okolicznych miejscowości od 150 do 366 Ukraińców.
- 1947 – Najwyższy Trybunał Narodowy w Warszawie ogłosił wyroki w procesie byłych wysokich przedstawicieli hitlerowskich władz stolicy. Ludwig Fischer, Max Daume i Josef Meisinger skazani zostali na karę śmierci, a Ludwig Leist na 8 lat pozbawienia wolności.
- 1948 – Przed Rejonowym Sądem Wojskowym w Warszawie rozpoczął się proces rotmistrza Witolda Pileckiego.
- 1960 – Rada Ministrów podjęła decyzję o utworzeniu Wolińskiego Parku Narodowego.
- 1961 – Premiera komedii filmowej Szczęściarz Antoni w reżyserii Haliny Bielińskiej i Włodzimierza Haupego.
- 1970 – MO spacyfikowała świętokrzyską wieś Chodków Nowy, której mieszkańcy sprzeciwiali się rozbiórce nielegalnie rozbudowanej kaplicy.
- 1974 – Klub Wysokogórski został przekształcony w Polski Związek Alpinizmu.
- 1977 – Polska ratyfikowała Międzynarodowe Pakty Praw Człowieka.
- 1979 – Premiera 1. odcinka serialu telewizyjnego Życie na gorąco w reżyserii Andrzeja Konica.
- 1985 – Dokonano oblotu samolotu szkolno-bojowego PZL I-22 Iryda.
- 2001 – Trzy kasjerki i ochroniarz zostali zastrzeleni podczas napadu na filię Kredyt Banku przy ul. Żelaznej w Warszawie.
- 2002 – Wystartował kanał informacyjno-publicystyczny TVP3 oraz TVN zmienił oprawę muzyczną i graficzną.
- 2007 – Kazimierz Nycz został mianowany arcybiskupem metropolitą warszawskim.
- 2011 – Adam Małysz ogłosił zakończenie kariery sportowej.
- 2012:
  - Na antenie TVP1 wyemitowano pierwszy odcinek serialu kryminalnego Komisarz Alex w reżyserii Roberta Wichrowskiego.
  - W katastrofie kolejowej pod Szczekocinami zginęło 16 osób, a 57 zostało rannych.
- 2019 – W Pruszkowie zakończyły się 116. Mistrzostwa Świata w Kolarstwie Torowym.

## Wydarzenia na świecie

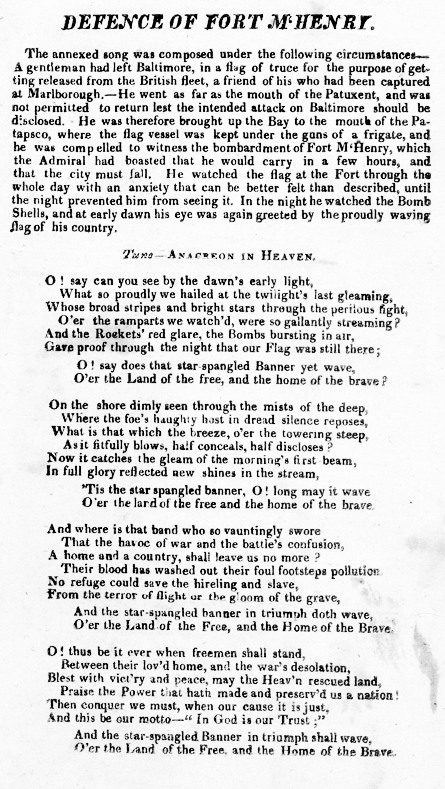
Kopia Gwiaździstego Sztandaru z 1812 roku

- 1067 – Książę połocki i wielki książę kijowski Wsiesław Briaczysławicz uległ koalicji książąt ruskich w bitwie nad Niemigą.
- 1284 – Wydano Statut z Rhuddlan ogłaszający przyłączenie Walii do Korony Angielskiej.
- 1298 – Papież Bonifacy VIII promulgował zbiór prawa kanonicznego Liber sextus.
- 1310 – Na zjeździe w Berlinie współksiążęta żagańscy Henryk, Bolesław i Konrad zrzekli się pretensji do Pomorza Gdańskiego na rzecz margrabiów Brandenburgii Waldemara i Jana, którzy wkrótce sprzedali je za wysoką sumę Krzyżakom.
- 1326 – Zawarto porozumienie kończące tzw. wojnę czterech władców – konflikt feudalny w regionie francuskiego miasta Metz.
- 1357 – We Francji ogłoszono tzw. wielki ordonans marcowy, który ustanowił m.in. zasadę wolnego zwoływania Stanów Generalnych.
- 1431 – Kardynał Gabriele Condulmaro został wybrany na papieża i przybrał imię Eugeniusz IV.
- 1547 – W trakcie obrad soboru trydenckiego został wydany dekret o sakramentach.
- 1575 – Cesarz Akbar z dynastii Wielkich Mogołów w północnych Indiach odniósł decydujące zwycięstwo nad wojskami bengalskimi w bitwie pod Tukaroi.
- 1585 – We włoskiej Vicenzy oddano do użytku Teatro Olimpico.
- 1600 – Regent Szwecji Karol Sudermański powołał trybunał do osądzenia szwedzkich stronników Zygmunta III Wazy.
- 1613 – Michał I Romanow został wybrany przez Sobór Ziemski na cara Rosji (według kalendarza gregoriańskiego).
- 1638 – Wojna trzydziestoletnia: zwycięstwo wojsk protestanckich w II bitwie pod Rheinfelden.
- 1776 – Wojna o niepodległość Stanów Zjednoczonych: amerykańska marynarka wojenna w swej pierwszej akcji bojowej dokonała desantu pod Nassau na brytyjskich Bahamach.
- 1779 – Wojna o niepodległość Stanów Zjednoczonych: zwycięstwo wojsk brytyjskich w bitwie nad Brier Creek (Georgia).
- 1805 – Utworzono Terytorium Luizjany.
- 1813 – Okupowana od 3 lat przez Brytyjczyków francuska Gwadelupa została na 15 miesięcy scedowana na rzecz Szwecji.
- 1814 – Wojna Francji z VI koalicją: skapitulowała francuska twierdza Soissons.
- 1817 – Utworzono Terytorium Alabamy.
- 1842 – W Lipsku odbyło się prawykonanie III symfonii Mendelssohna.
- 1845 – Floryda jako 27. stan dołączyła do Unii.
- 1849 – Utworzono Terytorium Minnesoty.
- 1857 – II wojna opiumowa: Francja i Wielka Brytania wypowiedziały wojnę Chinom.
- 1859 – Położono kamień węgielny pod budowę soboru św. Aleksandra w Paryżu.
- 1861 – W Rosji zniesiono poddaństwo.
- 1871 – Odbyły się pierwsze wybory do niemieckiego Reichstagu.
- 1873 – William Fox został po raz czwarty premierem Nowej Zelandii.
- 1875:
  - W Montrealu rozegrano pierwszy mecz hokeja na lodzie.
  - W Paryżu odbyła się prapremiera opery Carmen Georges’a Bizeta.
- 1878 – Podpisano rosyjsko-turecki traktat pokojowy w San Stefano, dzięki któremu Bułgaria została wyzwolona spod okupacji tureckiej.
- 1885 – W Nowym Jorku założono przedsiębiorstwo telekomunikacyjne AT&T.
- 1896 – Założono norweski klub piłkarski Lyn Fotball.
- 1901 – Utworzono amerykański Narodowy Instytut Standaryzacji i Technologii (NIST).
- 1903 – W Stambule założono klub sportowy Beşiktaş.
- 1906 – Niemiecki astronom August Kopff odkrył planetoidę (589) Croatia.
- 1909 – Powstała norweska Liberalna Partia Lewicy (FV).
- 1910:
  - 62 osoby zginęły, a jedna została ranna w wyniku zejścia lawiny na ekipę odśnieżającą linię kolejową w Selkirk Mountains w kanadyjskiej prowincji Kolumbia Brytyjska.
  - W Berlinie ukazało się pierwsze wydanie czasopisma „Der Sturm” poświęconego sztuce ekspresjonizmu.
- 1915 – W USA utworzono komitet doradczy do spraw aeronautyki NACA, będący poprzednikiem NASA.
- 1917 – W Rosji wybuchła rewolucja lutowa.
- 1918 – W Brześciu podpisano traktat pokojowy między Cesarstwem Niemieckim i Austro-Węgrami oraz ich sojusznikami: Królestwem Bułgarii i Imperium Osmańskim a Rosją Radziecką.
- 1921:
  - U południowych wybrzeży Chin rozbił się o skały statek pasażerski „Hong Moh”, w wyniku czego zginęło ponad 1000 osób.
  - Założono Instytut Nielsa Bohra w Kopenhadze.
- 1922 – W nocy z 3 na 4 marca spłonął doszczętnie montrealski ratusz.
- 1923 – Ukazało się pierwsze wydanie amerykańskiego tygodnika „Time”.
- 1924:
  - Tureckie Zgromadzenie Narodowe uchwaliło zniesienie kalifatu
  - Wolne Miasto Fiume zostało, za zgodą Królestwa Serbów, Chorwatów i Słoweńców, anektowane przez Włochy.
- 1930 – Rozpoczęła się pierwsza deportacja na Syberię wywłaszczonych białoruskich rodzin chłopskich.
- 1931 – Pieśń Gwiaździsty Sztandar stała się oficjalnie hymnem państwowym USA.
- 1932 – Wycofaniem wojsk chińskich zakończyły się chińsko-japońskie walki o miasto wywołane przez tzw. incydent szanghajski z 28 stycznia.
- 1933:
  - Johan Ludwig Mowinckel został po raz trzeci premierem Norwegii.
  - Około 3 tys. osób zginęło, a 12 tys. zostało rannych w wyniku trzęsienia ziemi i wywołanego przez nie tsunami na północnym wschodzie japońskiej wyspy Honsiu.
- 1938 – W Arabii Saudyjskiej odkryto złoża ropy naftowej.
- 1940 – W zamachu bombowym na redakcję komunistycznej gazety „Norrskensflamman” w mieście Luleå w północnej Szwecji zginęło 5 osób, a 5 kolejnych zostało rannych.
- 1942:
  - Utworzono kolaboracyjną Serbską Straż Państwową.
  - Wojna na Pacyfiku: co najmniej 88 osób zginęło w wyniku japońskiego nalotu na australijskie miasto Broome.
- 1944 – Ponad 500 osób (głównie podróżujących nielegalnie pasażerów zmarło z powodu zatrucia tlenkiem węgla podczas przedłużającego się postoju pociągu towarowego w tunelu koło Balvano w południowych Włoszech.
- 1945:
  - Finlandia wypowiedziała wojnę III Rzeszy.
  - Lotnicy brytyjscy zbombardowali omyłkowo jedną z dzielnic holenderskiej Hagi, w wyniku czego zginęło około 500 osób, 200 odniosło rany, a 30 tys. straciło dach nad głową.
  - Wojska amerykańskie wyzwoliły Manilę.
- 1947 – Grecki rząd zwrócił się do USA o pomoc w walce z komunistyczną partyzantką.
- 1949 – DeSoto w Teksasie uzyskało prawa miejskie.
- 1951 – Ustanowiono najwyższe włoskie odznaczenie – Order Zasługi Republiki Włoskiej.
- 1953 – W katastrofie należącego do Canadian Pacific Air Lines samolotu pasażerskiego de Havilland Comet w pakistańskim Karaczi zginęło wszystkich 11 osób na pokładzie.
- 1955 – W programie muzycznym Louisiana Hayride po raz pierwszy na antenie telewizyjnej wystąpił Elvis Presley.
- 1956 – Karl-August Fagerholm został po raz drugi premierem Finlandii.
- 1957 – We Frankfurcie nad Menem odbył się 2. Konkurs Piosenki Eurowizji.
- 1958 – Nuri as-Sa’id został po raz ósmy premierem Iraku.
- 1959:
  - Wystrzelono amerykańską sondę księżycową Pioneer 4.
  - W ZSRR rozpoczęto niszczenie 21 857 teczek personalnych ofiar zbrodni katyńskiej.
- 1960 – Elvis Presley powrócił do USA po zakończeniu służby wojskowej w RFN. Wcześniej tego dnia, w trakcie międzylądowania pod Glasgow, jedyny raz w życiu stanął na ziemi brytyjskiej.
- 1961 – Hassan II został koronowany na króla Maroka.
- 1962 – Utworzono Brytyjskie Terytorium Antarktyczne.
- 1963:
  - Gen. Nicolás Lindley został wojskowym prezydentem Peru.
  - Obywatele Senegalu opowiedzieli się w referendum za zniesieniem urzędu premiera.
  - W Korei Północnej rozpoczęto regularną emisję programu telewizyjnego.
- 1968 – Wojna wietnamska: zakończyła się bitwa o Hue.
- 1969 – Program Apollo: rozpoczęła się załogowa misja kosmiczna na statku Apollo 9.
- 1971 – Z Centrum Startowego Satelitów Jiuquan wystrzelono rakietę z drugim chińskim sztucznym satelitą Shijian 1.
- 1972:
  - NASA wystrzeliła sondę Pioneer 10 na której pokładzie umieszczono przekaz ludzkości do kosmicznych istot pozaziemskich, tzw. Płytkę Pioneera.
  - Ukazał się album Steviego Wondera Music of My Mind.
  - W katastrofie należącego do Mohawk Airlines samolotu Fairchild-Hiller w Albany w stanie Nowy Jork zginęło 17 osób (w tym jedna na ziemi), a 35 zostało rannych (w tym 4 na ziemi).
- 1973:
  - Podczas podchodzenia do lądowania na lotnisku Szeremietiewo pod Moskwą rozbił się, lecący z Sofii Ił-18 należący do Balkan Bulgarian Airlines, w wyniku czego zginęło wszystkich 25 osób na pokładzie.
  - W Waszyngtonie została podpisana Konwencja o międzynarodowym handlu dzikimi zwierzętami i roślinami gatunków zagrożonych wyginięciem (CITES).
- 1974 – 346 osób zginęło w katastrofie samolotu McDonnell Douglas DC-10 należącego do Turkish Airlines pod Paryżem.
- 1980:
  - Pierre Trudeau został po raz drugi premierem Kanady.
  - Prem Tinsulanonda został premierem Tajlandii.
  - Wycofano ze służby pierwszy atomowy okręt podwodny USS „Nautilus”.
- 1981 – Chun Doo-hwan został prezydentem Korei Południowej.
- 1982 – Rubén Darío Paredes został wojskowym przywódcą Panamy.
- 1985:
  - Premiera 1. odcinka amerykańskiego serialu telewizyjnego Na wariackich papierach.
  - W wyniku trzęsienia ziemi w chilijskim regionie Valparaíso zginęło 177 osób, a ponad 2500 zostało rannych.
- 1986 – Ukazał się album Master of Puppets amerykańskiej grupy Metallica.
- 1989 – Dingiri Banda Wijetunge został premierem Sri Lanki.
- 1991:
  - Obywatele Estonii i Łotwy opowiedzieli się w referendach za niepodległością od ZSRR.
  - W katastrofie Boeinga 737 linii United Airlines w Colorado Springs zginęło 25 osób.
  - W Los Angeles policjanci brutalnie pobili czarnoskórego Rodneya Kinga. Ich uniewinnienie rok później doprowadziło do wybuchu krwawych zamieszek na tle rasowym.
  - W miejscowości Safwan podpisano rozejm kończący I wojnę w Zatoce Perskiej.
- 1992:
  - Bośnia i Hercegowina ogłosiła niepodległość (od Jugosławii).
  - Przyjęto flagę Kirgistanu.
- 1996 – 19 Izraelczyków zginęło w palestyńskim samobójczym zamachu bombowym na autobus w Jerozolimie.
- 1997:
  - 120 osób zginęło w katastrofie kolejowej w północnym Pakistanie.
  - W Auckland oddano do użytku wieżę obserwacyjno-telekomunikacyjną Sky Tower, najwyższą budowlę w Nowej Zelandii (328 m).
- 2002:
  - Ponad 150 osób zginęło w trzęsieniu ziemi w górach Hindukusz w Afganistanie.
  - W referendum narodowym Szwajcarzy opowiedzieli się za przystąpieniem kraju do ONZ.
- 2003:
  - W Atenach rozpoczął się proces terrorystów z marksistowskiej Organizacji Rewolucyjnej 17 listopada.
  - Wystartowała telewizja informacyjna Al-Arabija.
- 2004 – Vojislav Koštunica został premierem Serbii.
- 2005:
  - 46-letni James Roszko zastrzelił pod Mayerthorpe w kanadyjskiej prowincji Alberta czterech funkcjonariuszy Kanadyjskiej Królewskiej Policji Konnej, którzy mieli dokonać rewizji na jego farmie, po czym popełnił samobójstwo.
  - Amerykański miliarder Steve Fossett zakończył samotny lot dookoła świata na pokładzie samolotu GlobalFlyer.
- 2007 – Adam Małysz zdobył w japońskim Sapporo swój czwarty tytuł mistrza świata w skokach narciarskich.
- 2008 – 10 osób zginęło w Nepalu w katastrofie śmigłowca Mi-17 przewożącego personel ONZ.
- 2009:
  - 6 policjantów i 2 inne osoby zginęły w pakistańskim mieście Lahore w wyniku ataku terrorystów na autobus przewożący drużynę krykieta ze Sri Lanki.
  - Międzynarodowy Trybunał Karny wydał nakaz aresztowania prezydenta Sudanu Omara al-Baszira, oskarżanego o inspirowanie ludobójstwa w prowincji Darfur.
  - W Kolonii zawalił się gmach miejskiego archiwum, w wyniku czego zginęły 2 osoby.
- 2010 – Rada Najwyższa Ukrainy wyraziła wotum nieufności wobec rządu Julii Tymoszenko.
- 2011:
  - Isam Szaraf został premierem Egiptu.
  - Wojna domowa w Libii: zwycięstwo rebeliantów w I bitwie o Marsa al-Burajka.
- 2012 – W angielskim Coventry zmarł w wyniku pobicia niespełna 5-letni Polak Daniel Pełka. Jak wykazało śledztwo, dziecko było przez matkę i jej partnera celowo głodzone, zmuszane do jedzenia soli, zamykane w pokoju bez klamki, bite i podtapiane w wannie.
- 2016 – Andrew Holness został po raz drugi premierem Jamajki.
- 2020 – 25 osób zginęło, a 309 zostało rannych w wyniku przejścia serii tornad nad amerykańskim stanem Tennessee (2-3 marca).
- 2022:
  - Inwazja Rosji na Ukrainę: 13 studentów zginęło na Uniwersytecie Narodowym w Charkowie po tym jak rosyjski pocisk uderzył w akademik Akademii Kultury; gubernator obwodu czernihowskiego poinformował, że co najmniej 33 osoby zginęły, a co najmniej 18 innych zostało rannych w rosyjskich nalotach na osiedla mieszkaniowe w Czernihowie.
  - Wahagn Chaczaturian został wybrany przez Zgromadzenie Narodowe na urząd prezydenta Armenii.
- 2023 – Parlament Mołdawii przyjął ustawę uznającą język mołdawski za tożsamy z rumuńskim.

## Urodzili się
- 1455 – Jan II Doskonały, król Portugalii (zm. 1495)
- 1463 – Paula Gambara Costa, włoska tercjarka franciszkańska, błogosławiona (zm. 1515)
- 1500 – Reginald Pole, angielski duchowny katolicki, arcybiskup Canterbury, kardynał (zm. 1558)
- 1506 – Ludwik Aviz, infant portugalski (zm. 1555)
- 1520 – Matthias Flacius, niemiecki teolog luterański, działacz reformacji (zm. 1575)
- 1577 – Nicolas Trigault, francuski jezuita, misjonarz (zm. 1629)
- 1583 – Edward Herbert z Cherbury, angielski arystokrata, poeta, filozof religijny, dyplomata (zm. 1648)
- 1589 – Gisbertus Voetius, holenderski teolog kalwinistyczny (zm. 1676)
- 1606 – (data chrztu) William Davenant, angielski poeta, dramatopisarz (zm. 1668)
- 1627 – Miguel Mañara, hiszpański arystokrata, filantrop, zakonnik (zm. 1669)
- 1631 – Esaias Boursse, holenderski malarz, marynarz (zm. 1672)
- 1652 – Thomas Otway, angielski dramatopisarz (zm. 1685)
- 1667 – Jacob Heinrich Reichsgraf von Flemming, królewsko-polski i elektorsko-saski feldmarszałek, polityk, dyplomata (zm. 1728)
- 1674 – Friedrich Karl von Schönborn, niemiecki duchowny katolicki, książę biskup Würzburga i Bamberga, polityk (zm. 1746)
- 1699 – Jerzy Detloff Flemming, polski hrabia, polityk, generał pochodzenia niemieckiego (zm. 1771)
- 1700 – Charles-Joseph Natoire, francuski malarz, rytownik (zm. 1777)
- 1709 – Andreas Sigismund Marggraf, niemiecki chemik, wykładowca akademicki, wynalazca (zm. 1782)
- 1715 – Jason Junosza Smogorzewski, polski duchowny unicki, arcybiskup połocki i metropolita kijowski (zm. 1788)
- 1717 – Johann Lucas Kracker, austriacko-czeski malarz (zm. 1779)
- 1720 – Vitaliano Borromeo, włoski kardynał, dyplomata papieski (zm. 1793)
- 1736 – Michaił Daszkow, rosyjski książę, generał major, dyplomata (zm. 1764)
- 1746 – Izabela Czartoryska, polska księżna, mecenas sztuki, pisarka (zm. 1835)
- 1747 – Leopold Szersznik, polski jezuita, historyk, pedagog, slawista, bibliofil, fundator biblioteki, pionier muzealnictwa (zm. 1814)
- 1756 – William Godwin, brytyjski myśliciel, publicysta polityczny (zm. 1836)
- 1758 – Joachim Moszyński, polski polityk, prezydent Warszawy (zm. 1821)
- 1781 – George Edward Mitchell, amerykański lekarz, polityk (zm. 1832)
- 1793 – Joseph Warner Henley, brytyjski polityk (zm. 1884)
- 1797 – Gotthilf Heinrich Ludwig Hagen, niemiecki fizyk, inżynier, wykładowca akademicki (zm. 1884)
- 1802 – Adolphe Nourrit, francuski śpiewak operowy (tenor) (zm. 1839)
- 1803 – Alexandre-Gabriel Decamps, francuski malarz, grafik (zm. 1860)
- 1805 – Jonas Furrer, szwajcarski polityk, prezydent Szwajcarii (zm. 1861)
- 1807 – Kazimierz Władysław Wóycicki, polski historyk, pisarz, wydawca (zm. 1879)
- 1809 – Paula Frassinetti, włoska zakonnica, święta (zm. 1882)
- 1811 – Antin Mohylnyćkyj, ukraiński duchowny greckokatolicki, poeta, działacz społeczny (zm. 1873)
- 1819 – Gustave de Molinari, francuski ekonomista pochodzenia belgijskiego (zm. 1912)
- 1822 – Bernhard Hammer, szwajcarski polityk, prezydent Szwajcarii (zm. 1907)
- 1823 – Gyula Andrássy, węgierski polityk, premier Węgier (zm. 1890)
- 1828 – Zofia Rudnicka, polska pisarka (zm. 1903)
- 1831 – George Pullman, amerykański konstruktor wagonów kolejowych (zm. 1897)
- 1832 – Luigi Macchi, włoski kardynał (zm. 1907)
- 1838 – George William Hill, amerykański astronom, matematyk (zm. 1914)
- 1840 – Chief Joseph, wódz indiańskiego plemienia Nez Percé (zm. 1904)
- 1841:
  - Ella Sophia Armitage, angielska historyk i archeolog (zm. 1931)
  - Konstanty Henszel, polski ziemianin, lekarz, uczestnik powstania styczniowego, działacz narodowy, społeczny i emigracyjny (zm. 1903)
- 1845 – Georg Cantor, niemiecki matematyk, wykładowca akademicki (zm. 1918)
- 1846 – Kazimierz Zienkiewicz, polski kapitan, uczestnik powstania styczniowego (zm. 1925)
- 1847:
  - Alexander Graham Bell, szkocki wynalazca telefonu (zm. 1922)
  - Otto Rieger, niemiecki organmistrz (zm. 1903)
- 1849:
  - Otto Rieger, niemiecko-szwajcarski lekarz, patolog, wykładowca akademicki (zm. 1921)
  - Adolf Suligowski, polski prawnik, adwokat, polityk, poseł na Sejm Ustawodawczy (zm. 1932)
- 1850 – Alfred FitzRoy, brytyjski arystokrata, polityk (zm. 1910)
- 1853 – James Stopford, brytyjski arystokrata, polityk (zm. 1933)
- 1857 – Alfred Bruneau, francuski kompozytor, wiolonczelista, krytyk muzyczny (zm. 1934)
- 1858 – Nikołaj Chołodkowski, rosyjski zoolog, poeta, tłumacz (zm. 1921)
- 1860:
  - Aleksiej Faworski, rosyjski chemik, wykładowca akademicki (zm. 1945)
  - Albert Kahn, francuski bankier, filantrop pochodzenia żydowskiego (zm. 1940)
- 1861 – Rajmund Grimaltós Monllor, hiszpański jezuita, męczennik, błogosławiony (zm. 1936)
- 1863:
  - Arthur Machen, walijski prozaik, eseista (zm. 1947)
  - Antoni Pawluszkiewicz, polski przedsiębiorca, polityk (zm. 1908)
- 1865 – Gustaw Leyding, polski działacz ludowy na Mazurach (zm. 1948)
- 1867:
  - Kazimierz Horoszkiewicz, polski tytularny generał dywizji (zm. 1942)
  - Guy Rose, amerykański malarz (zm. 1925)
- 1868:
  - Émile Chartier, francuski filozof, wykładowca akademicki, dziennikarz, pacyfista (zm. 1951)
  - Kazimierz Jan Miczyński, polski agronom, gleboznawca, wykładowca akademicki (zm. 1918)
- 1869:
  - Santiago López de Rego y Labarta, hiszpański duchowny, jezuita, misjonarz, biskup, wikariusz apostolski Marianów, Karolinów i Wysp Marshalla (zm. 1941)
  - Wincenty Matuszewski, polski duchowny katolicki, męczennik, błogosławiony (zm. 1940)
  - Henry Wood, brytyjski kompozytor, dyrygent (zm. 1944)
- 1870:
  - Georg Hellat, estoński architekt (zm. 1943)
  - Andriej Leżawa, radziecki polityk (zm. 1937)
  - Géza Maróczy, węgierski szachista (zm. 1951)
- 1871:
  - Maurice Garin, francuski kolarz szosowy pochodzenia włoskiego (zm. 1957)
  - Jan Petrasz, polski duchowny baptystyczny (zm. 1958)
- 1872:
  - Pauls Kalniņš, łotewski lekarz, polityk (zm. 1945)
  - Artur Markowicz, polski malarz, litograf pochodzenia żydowskiego (zm. 1934)
- 1873 – Emma Döll, niemiecka polityk (zm. 1930)
- 1874 – Władysław Pilars de Pilar, polski historyk literatury, wykładowca akademicki, poeta (zm. 1952)
- 1875 – Cyryl Ratajski, polski polityk, prezydent Poznania, minister spraw wewnętrznych, delegat Rządu na Kraj (zm. 1942)
- 1876 – Jozafat Kocyłowski, polski duchowny greckokatolicki, biskup przemyski, męczennik, błogosławiony (zm. 1947)
- 1878 – Leopold Jessner, niemiecki reżyser filmowy (zm. 1945)
- 1882 – Kazimierz Bartel, polski matematyk, wykładowca akademicki, polityk, premier RP (zm. 1941)
- 1883 – František Drtikol, czeski fotograf, malarz (zm. 1961)
- 1888:
  - Kazimierz Fabrycy, polski generał dywizji (zm. 1958)
  - Hamengkubuwana VIII, sułtan Yogyakarty (zm. 1939)
  - František Langer, czeski lekarz, pisarz, krytyk literacki, publicysta (zm. 1965)
- 1890:
  - Norman Bethune, kanadyjski lekarz, działacz komunistyczny (zm. 1939)
  - Karol Friser, polski podpułkownik obserwator (zm. 1982)
  - Edmund Lowe, amerykański aktor (zm. 1971)
- 1891:
  - (lub 1890) Damaskin, grecki duchowny prawosławny, arcybiskup Aten i całej Grecji (zm. 1949)
  - Arthur Drewry, brytyjski działacz sportowy (zm. 1961)
  - Vangjush Mio, albański malarz (zm. 1957)
  - Fritz Rumey, niemiecki pilot wojskowy, as myśliwski (zm. 1918)
- 1893 – Aleksander Roman Boroński, polski major (zm. 1975)
- 1894 – Władysław Węgrzyński, polski podpułkownik piechoty (zm. 1940)
- 1895:
  - Ernie Collett, kanadyjski hokeista (zm. 1951)
  - Ragnar Frisch, norweski ekonomista, wykładowca akademicki, laureat Nagrody Banku Szwecji im. Alfreda Nobla w dziedzinie ekonomii (zm. 1973)
  - Artur Klar, polski malarz pochodzenia żydowskiego (zm. 1942)
- 1896 – Ulises Saucedo, boliwijski trener i sędzia piłkarski (zm. 1963)
- 1897:
  - Wacław Kotecki, polski major (zm. 1943)
  - Wincenty Skrzypczak, polski szeregowiec  (zm. 1967)
- 1898:
  - Emil Artin, austriacko-amerykański matematyk, wykładowca akademicki (zm. 1962)
  - Kazimierz Blaschke, polski wiolonczelista, dyrygent, pedagog (zm. 1958)
- 1899:
  - Jurij Olesza, rosyjski prozaik, dramaturg pochodzenia polskiego (zm. 1960)
  - Ruth von Ostau, niemiecka poetka, pisarka (zm. 1966)
- 1900:
  - Edna Best, brytyjska aktorka (zm. 1974)
  - Jerzy Manteuffel, polski historyk, filolog klasyczny, papirolog, wykładowca akademicki (zm. 1954)
  - Wanda Wierzchleyska, polska superstulatka (zm. 2012)
- 1901:
  - Franciszek Antczak, polski rolnik, Sprawiedliwy wśród Narodów Świata (zm. 1944)
  - Claude Choules, brytyjski marynarz, weteran wojenny, superstulatek (zm. 2011)
  - Maria Luiza Montesinos Orduña, hiszpańska działaczka Akcji Katolickiej, męczennica, błogosławiona (zm. 1937)
  - Anton Johannes Waldeyer, niemiecki anatom, wykładowca akademicki (zm. 1970)
  - Stanisław Żeburski, polski gimnazjalista, Orlę Lwowskie (zm. 1919)
- 1902:
  - Isabel Bishop, amerykańska malarka, graficzka (zm. 1988)
  - Władysław Daszewski, polski scenograf, grafik, malarz (zm. 1971)
  - Józef Kondrat, polski aktor (zm. 1974)
- 1903:
  - Warren Kealoha, amerykański pływak (zm. 1972)
  - Kazimierz Lewicki, polski historyk (zm. 1939)
  - Günther Palten, niemiecki prawnik, SS-Brigadeführer (zm. 1945)
  - Anders Rydberg, szwedzki piłkarz, bramkarz (zm. 1989)
  - Artur Tarnowski, polski ziemianin, polityk, poseł na Sejm RP (zm. 1984)
  - Fławian Żyżenkow, radziecki polityk (zm. 1965)
- 1904 – Harry Werner Storz, niemiecki lekkoatleta, sprinter (zm. 1982)
- 1905:
  - Maria Baran, polska lekkoatletka, sprinterka (zm. 1968)
  - Ferdynand García Sendra, hiszpański duchowny katolicki, męczennik, błogosławiony (zm. 1936)
- 1906:
  - Milutin Ivković, jugosłowiański piłkarz, trener (zm. 1943)
  - Artur Lundkvist, szwedzki poeta, prozaik, krytyk literacki (zm. 1991)
  - Bolesław Majski, polski aktor, piosenkarz (zm. 1950)
- 1907 – Zef Kolombi, albański malarz (zm. 1949)
- 1908 – Constant Joacim, belgijski piłkarz (zm. 1979)
- 1909 – Agnieszka Barłóg, polska pisarka, nauczycielka (zm. 1994)
- 1910:
  - Leon Chajn, polski prawnik, działacz komunistyczny, publicysta, polityk, poseł na Sejm PRL pochodzenia żydowskiego (zm. 1983)
  - Stefan Otwinowski, polski prozaik, dramaturg, publicysta (zm. 1976)
- 1911:
  - Janina Adamczyk, polska chemik, wynalazczyni (zm. 2013)
  - Jean Harlow, amerykańska aktorka (zm. 1937)
  - Kristian Henriksen, norweski piłkarz, trener (zm. 2004)
- 1912:
  - Lauro Amadò, szwajcarski piłkarz, trener (zm. 1971)
  - Jan Gralewski, polski kapral, filozof, kurier ZWZ-AK (zm. 1943)
  - Klaus Gysi, niemiecki polityk, dyplomata pochodzenia żydowskiego (zm. 1999)
- 1913:
  - Roger Caillois, francuski krytyk literacki, socjolog, filozof (zm. 1978)
  - Bob Mellish, brytyjski polityk (zm. 1998)
  - Luis Miró, hiszpański piłkarz, bramkarz, trener (zm. 1991)
  - Józef Stachowski, polski poeta (zm. 1944)
  - Harold J. Stone, amerykański aktor (zm. 2005)
- 1914:
  - Asger Jorn, duński malarz, rzeźbiarz (zm. 1973)
  - Tatjana Okuniewska, rosyjska aktorka (zm. 2002)
- 1915:
  - Nikołaj Gulajew, rosyjski piłkarz, trener (zm. 2000)
  - Tony Leavey, brytyjski polityk (zm. 1999)
  - Kazimierz Plater, polski szachista (zm. 2004)
  - Wiktor Polakow, radziecki inżynier, polityk (zm. 2004)
- 1916:
  - Paul Halmos, amerykański matematyk, wykładowca akademicki pochodzenia węgierskiego (zm. 2006)
  - Ryszard Sielicki, polski kompozytor, pianista pochodzenia żydowskiego (zm. 2005)
- 1917 – Alfred Tarnowski, polski szachista i teoretyk szachowy (zm. 2003)
- 1918:
  - Fernand Buyle, belgijski piłkarz (zm. 1992)
  - Arthur Kornberg, amerykański lekarz, biochemik, wykładowca akademicki, laureat Nagrody Nobla pochodzenia żydowskiego (zm. 2007)
  - Fritz Thiedemann, niemiecki jeździec sportowy (zm. 2000)
- 1919:
  - Peter Henry Abrahams, południowoafrykański pisarz (zm. 2017)
  - Bożena Brun-Barańska, polska śpiewaczka operowa, aktorka (zm. 1993)
  - Józef Kamiński, polski generał broni, działacz sportowy i kombatancki (zm. 2015)
  - Loki Schmidt, niemiecka ekolog, botanik (zm. 2010)
- 1920:
  - Michele Cecchini, włoski duchowny katolicki, arcybiskup, nuncjusz apostolski (zm. 1989)
  - James Doohan, kanadyjski aktor (zm. 2005)
  - Józef Knapik, polski polityk, poseł na Sejm PRL (zm. 1999)
  - Władysław Majcher, polski kapral podchorąży piechoty (zm. 1944)
  - Aleksandr Niekricz, rosyjski historyk, wykładowca akademicki (zm. 1993)
  - Zofia Pociłowska-Kann, polska rzeźbiarka, portrecistka, konserwatorka dzieł sztuki (zm. 2019)
  - Heraś Sokołenko, ukraiński poeta (zm. 1945)
- 1921:
  - Diana Barrymore, amerykańska aktorka (zm. 1960)
  - Ireneusz Bogajewicz, polski skrzypek (zm. 2012)
  - Kazimierz Czyżewski, polski inżynier, hydrotechnik (zm. 1982)
  - Paul Guimard, francuski pisarz (zm. 2004)
  - Aleksy Nowak, polski zootechnik, polityk, poseł na Sejm PRL (zm. 1995)
- 1922:
  - Nándor Hidegkuti, węgierski piłkarz (zm. 2002)
  - Wasilij Mitrochin, radziecki major i archiwista KGB (zm. 2004)
  - Kazimierz Serocki, polski kompozytor, pianista (zm. 1981)
- 1923:
  - Harold Wilensky, amerykański politolog, wykładowca akademicki (zm. 2011)
  - Doc Watson, amerykański gitarzysta, piosenkarz folkowy (zm. 2012)
- 1924:
  - Johnson Aguiyi-Ironsi, nigeryjski generał major, polityk, szef Federalnego Rządu Wojskowego (zm. 1966)
  - Lys Assia, szwajcarska piosenkarka (zm. 2018)
  - Cathy Downs, amerykańska aktorka (zm. 1976)
  - Józef Langosz, polski górnik, polityk, poseł na Sejm PRL
  - Tomiichi Murayama, japoński polityk, premier Japonii
  - Andrzej Stachowicz, polski podporucznik (zm. 1945)
  - Omero Tognon, włoski piłkarz, trener (zm. 1990)
  - Ottmar Walter, niemiecki piłkarz (zm. 2013)
  - Jerzy Wolski, polski konserwator zabytków (zm. 2013)
- 1925:
  - Piotr Boczek, radziecki wojskowy (zm. 2018)
  - Edward Krasiński, polski rzeźbiarz (zm. 2004)
  - Edmund Małachowicz, polski architekt, konserwator zabytków (zm. 2015)
  - Axel Schandorff, duński kolarz torowy (zm. 2016)
  - Joe Sentieri, włoski piosenkarz (zm. 2007)
  - Klemens Szaniawski, polski filozof, logik, wykładowca akademicki (zm. 1990)
  - Cwi Zamir, izraelski generał, funkcjonariusz służb specjalnych, dyrektor Mosadu (zm. 2024)
  - Anna Zelenay, polska poetka (zm. 1970)
- 1926:
  - Craig Dixon, amerykański lekkoatleta, płotkarz (zm. 2021)
  - József Kovács, węgierski lekkoatleta, długodystansowiec (zm. 1987)
  - James Merrill, amerykański poeta (zm. 1995)
- 1927:
  - Pierre Aubert, szwajcarski polityk, prezydent Szwajcarii (zm. 2016)
  - Waldemar Kozłowski, polski leśnik, polityk, minister leśnictwa i przemysłu drzewnego (zm. 1993)
  - Tommy McCook, jamajski saksofonista, kompozytor (zm. 1998)
  - Christian Menn, szwajcarski projektant mostów (zm. 2018)
  - Danuta Olędzka, polska architektka, urbanistka, nauczycielka akademicka (zm. 2025)
  - Tin Oo, birmański wojskowy, polityk, minister obrony (zm. 2024)
- 1928:
  - John Cummins, amerykański duchowny katolicki, biskup pomocniczy Sacramento, biskup Oakland (zm. 2024)
  - Gudrun Pausewang, niemiecka pisarka (zm. 2020)
  - Stanisław Piastowicz, polski poeta (zm. 1980)
- 1929:
  - Mithat Bayrak, turecki zapaśnik (zm. 2014)
  - Tadeusz Chachaj, polski dyrygent, kompozytor, aranżer (zm. 2021)
  - Julian Eugeniusz Kulski, polski architekt, żołnierz AK, uczestnik powstania warszawskiego (zm. 2021)
  - Kazimierz Orzechowski, polski duchowny katolicki, aktor (zm. 2019)
  - Adam Żurowski, polski geodeta (zm. 2016)
- 1930:
  - Giennadij Gierasimow, rosyjski dziennikarz, dyplomata (zm. 2010)
  - Luben Gocew, bułgarski generał, dyplomata, polityk, minister spraw zagranicznych (zm. 2020)
  - Ion Iliescu, rumuński inżynier, polityk, minister do spraw młodzieży, prezydent Rumunii (zm. 2025)
- 1931:
  - Anatolij Diatłow, rosyjski inżynier, elektroenergetyk (zm. 1995)
  - Stanisław Góra, polski profesor nauk technicznych (zm. 1996)
  - Lawrence Hauben, amerykański aktor, scenarzysta filmowy (zm. 1985)
  - Kang Sŏng San, północnokoreański polityk, premier (zm. 2007)
  - Henryk Kocój, polski historyk (zm. 2024)
  - Mariusz Kulicki, polski prawnik, wykładowca akademicki (zm. 2021)
- 1932:
  - Marek Grot, polski dziennikarz (zm. 1994)
  - Józef Rajnisz, polski gimnastyk
  - Ladislav Šomšák, słowacki geobotanik, wykładowca akademicki, pisarz (zm. 2005)
- 1933:
  - Gerhard Mayer-Vorfelder, niemiecki polityk, działacz sportowy (zm. 2015)
  - Tomás Milián, kubański aktor, scenarzysta filmowy i telewizyjny (zm. 2017)
  - Lee Radziwill, amerykańska aktorka, działaczka społeczna (zm. 2019)
  - Isidro Sala Ribera, hiszpański duchowny katolicki posługujący w Peru, biskup Abancay (zm. 2019)
- 1934:
  - Peter Brooke, brytyjski arystokrata, polityk (zm. 2023)
  - Ryszard Dembiński, polski aktor (zm. 1986)
  - Jimmy Garrison, amerykański kontrabasista jazzowy (zm. 1976)
  - Jacek Kuroń, polski historyk, działacz opozycji antykomunistycznej, polityk, poseł na Sejm RP, minister pracy i polityki społecznej (zm. 2004)
  - Tadeusz Lewicki, polski pilot szybowcowy i samolotowy
  - Andrzej May, polski aktor, reżyser teatralny (zm. 1993)
  - Józef Rojek, polski robotnik, polityk, poseł na Sejm PRL (zm. 2020)
  - Gia Scala, brytyjsko-amerykańska aktorka pochodzenia włoskiego (zm. 1972)
  - Kraft Schepke, niemiecki wioślarz (zm. 2023)
  - Yasuo Takamori, japoński piłkarz (zm. 2016)
- 1935:
  - Malcolm Anderson, australijski tenisista
  - Mario Busquets Jordá, hiszpański duchowny katolicki, prałat terytorialny Chuquibamba
  - Romuald Puzyrewski, polski inżynier, wykładowca akademicki (zm. 2016)
  - Michael Walzer, amerykański filozof, wykładowca akademicki pochodzenia żydowskiego
  - Żelu Żelew, bułgarski filozof, wykładowca akademicki, dysydent, polityk, prezydent Bułgarii (zm. 2015)
- 1936:
  - Georg Andersson, szwedzki pedagog, polityk
  - Bolesław Bartkowski, polski duchowny katolicki, teolog, muzykolog, wykładowca akademicki (zm. 1988)
  - Alfred Cholewiński, polski jezuita, biblista, wykładowca akademicki (zm. 1988)
  - John Joseph Kaising, amerykański duchowny katolicki, biskup pomocniczy Archidiecezji Wojskowej Stanów Zjednoczonych Ameryki (zm. 2007)
  - Zbigniew Musiał, polski filozof, wykładowca akademicki
  - Jerzy Nowakowski, polski artysta plastyk, projektant (zm. 2018)
  - Achille Occhetto, włoski polityk komunistyczny
  - Stefan Pindelski, polski operator filmowy
  - Bernard Uchmański, polski inżynier hydrolog, wspinacz (zm. 1995)
  - Kazimierz Wrześniewski, polski psycholog, wykładowca akademicki (zm. 2012)
- 1937:
  - Bobby Driscoll, amerykański aktor (zm. 1968)
  - Walter Graf, szwajcarski bobsleista (zm. 2021)
  - Tsukasa Hosaka, japoński piłkarz (zm. 2018)
  - Chajjim Lewin, izraelski piłkarz (zm. 2024)
  - Eddie Perkins, amerykański bokser (zm. 2012)
- 1938 – Bruno Bozzetto, włoski satyryk, reżyser filmów animowanych
- 1939:
  - Wiktor Dłuski, polski tłumacz, publicysta
  - Włodzimierz Kirszner, polski fotoreporter (zm. 1991)
  - Ariane Mnouchkine, francuska scenarzystka, reżyserka teatralna i filmowa
  - Witold Rużyłło, polski kardiolog
  - Robert Shaye, amerykański reżyser i producent filmowy
  - Edward Surówka, polski koszykarz, sędzia, trener i działacz koszykarski
- 1940:
  - Antoni Cofalik, polski skrzypek, pedagog
  - Perry Ellis, amerykański projektant mody (zm. 1986)
  - Kazimierz Klęk, polski chemik, polityk, minister przemysłu chemicznego (zm. 2019)
  - Antoni Pieniążek, polski prawnik, polityk, poseł na Sejm RP (zm. 2020)
  - Silvia Pimentel, brazylijska prawniczka, feministka
  - Jean-Paul Proust, francuski polityk, premier Monako (zm. 2010)
- 1941:
  - Danuta Abramowicz, polska tancerka, choreograf, pedagog
  - Gilbert Kaplan, amerykański dyrygent, przedsiębiorca, dziennikarz (zm. 2016)
  - Vlado Milunić, chorwacki architekt (zm. 2022)
  - Eero Tapio, fiński zapaśnik (zm. 2022)
  - John Thomas, amerykański lekkoatleta, skoczek wzwyż (zm. 2013)
- 1942:
  - Władimir Kowalonok, białoruski pilot wojskowy, kosmonauta
  - Richard Seminack, amerykański duchowny greckokatolicki, biskup (zm. 2016)
- 1943:
  - Enzo Bianchi, włoski zakonnik, teolog, pisarz
  - Paul Cook, amerykański polityk, kongresman
  - Jean-Clément Jeanbart, syryjski duchowny melchicki, arcybiskup Aleppo
  - Mark Peploe, brytyjski reżyser i scenarzysta filmowy (zm. 2025)
  - Ivo Vajgl, słoweński polityk
- 1944:
  - Anita Dymszówna, polska aktorka (zm. 1999)
  - Henryk Manteuffel, polski ekonomista (zm. 2013)
  - Maria Nurowska, polska pisarka (zm. 2022)
- 1945:
  - Wiktor Kubiak, polski przedsiębiorca, menedżer muzyczny (zm. 2013)
  - George Miller, australijski reżyser, scenarzysta i producent filmowy
  - Larry Pine, amerykański aktor
  - Gordon Thomson, kanadyjski aktor
  - Vladimír Železný, czeski przedsiębiorca, dziennikarz, polityk
- 1946:
  - Kulis Apostolidis, grecki piłkarz
  - Charles Asati, kenijski lekkoatleta, sprinter
  - Anna Piaścik, polska spadochroniarka
  - Błażej Wierzbowski, polski prawnik, sędzia Trybunału Konstytucyjnego
- 1947:
  - Zdzisław Banat, polski inżynier, samorządowiec, prezydent Rzeszowa
  - Ian O’Brien, australijski pływak
  - Takeo Ischi(inne języki), japoński jodler, aktywny w Niemczech
  - Daniel Jenky, amerykański duchowny katolicki, biskup diecezji Peoria
  - Abdul Rashid, pakistański hokeista na trawie (zm. 2020)
  - Óscar Tabárez, urugwajski piłkarz, trener
  - Jennifer Warnes, amerykańska piosenkarka, producentka muzyczna
  - Willie Wise, amerykański koszykarz
- 1948:
  - Enrique Meza, meksykański piłkarz, bramkarz, trener
  - Ihor Nadiejin, ukraiński piłkarz (zm. 2014)
- 1949:
  - Bonnie J. Dunbar, amerykańska inżynier, astronautka
  - Tadeusz Kuziora, polski generał brygady pilot (zm. 2025)
  - Thomas Aquino Man’yō Maeda, japoński duchowny katolicki, biskup Hiroszimy, arcybiskup metropolita Osaki, kardynał
  - Mohammad Mirmohammadi, irański polityk (zm. 2020)
  - James Voss, amerykański pułkownik pilot, inżynier, astronauta
- 1950:
  - Břetislav Enge, czeski kierowca wyścigowy (zm. 2020)
  - Tim Kazurinsky, amerykański aktor, komik, scenarzysta pochodzenia polsko-australijskiego
  - Georgi Kostadinow, bułgarski bokser
  - Anatolij Kuźmin, rosyjski żużlowiec (zm. 1978)
  - Franciszek Niemiec, polski koszykarz
  - Nitto Francesco Palma, włoski prawnik, polityk
- 1951:
  - Stephen Berg, amerykański duchowny katolicki, biskup Pueblo
  - Lindsay Cooper, brytyjska instrumentalistka, kompozytorka (zm. 2013)
  - Tony Hall, brytyjski dziennikarz, menedżer
  - Johnny Jackson, amerykański muzyk, wokalista (zm. 2006)
  - Peter Mair, irlandzki politolog (zm. 2011)
  - Jürgen Schütze, niemiecki kolarz torowy (zm. 2000)
- 1952:
  - Wolfgang Kubicki, niemiecki prawnik, polityk
  - Jerzy Reiser, polski poeta, piosenkarz, gitarzysta, autor tekstów, kompozytor (zm. 2007)
- 1953:
  - Jean de Dieu Kamuhanda, rwandyjski polityk
  - Rudy Fernandez, filipiński aktor, producent filmowy, polityk (zm. 2008)
  - Daniel Gluckstein, francuski polityk pochodzenia żydowskiego
  - Ľubomír Harach, słowacki inżynier, wykładowca akademicki, polityk
  - Ralph Heskett, brytyjski duchowny katolicki, biskup Hallam
  - Robyn Hitchcock, brytyjski piosenkarz, gitarzysta
  - Sabah al-Chalid as-Sabah, kuwejcki polityk, premier Kuwejtu
  - Zico, brazylijski piłkarz, trener
- 1954:
  - Jaroslav Netolička, czeski piłkarz, bramkarz
  - Wiktor Nusenkis, ukraiński przedsiębiorca
- 1955:
  - Susan Dougan, polityk z Saint Vincent i Grenadyn gubernator generalny
  - Arseniusz (Jepifanow), rosyjski biskup prawosławny
  - Andrzej Maleszka, polski reżyser filmowy, pisarz, realizator telewizyjny
  - Barbara Rosiak, polska malarka, graficzka
  - Anna Szwed-Śniadowska, polska działaczka opozycyji antykomunistycznej (zm. 2002)
- 1956:
  - Tomasz Bajerski, polski pianista, kompozytor
  - Zbigniew Boniek, polski piłkarz, trener i działacz piłkarski, prezes PZPN
  - Michał Kulenty, polski kompozytor, saksofonista jazzowy, multiinstrumentalista (zm. 2017)
- 1957:
  - Atli Eðvaldsson, islandzki piłkarz, trener pochodzenia estońskiego (zm. 2019)
  - Zbigniew Foryś, polski muzyk, kompozytor, aranżer, członek zespołu Lombard
  - Thom Hoffman, holenderski aktor, scenarzysta i reżyser filmowy, fotograf, publicysta
  - Peter Jugis, amerykański duchowny katolicki, biskup Charlotte
  - Jeff Rona, amerykański kompozytor muzyki filmowej
  - Elżbieta Rosiak, polska lekkoatletka, skoczkini wzwyż
  - Eric Walters, kanadyjski autor literatury dziecięcej i młodzieżowej
- 1958:
  - Gianni Alemanno, włoski polityk, samorządowiec, burmistrz Rzymu
  - Bob Bradley, amerykański piłkarz, trener
  - Rafał Czerner, polski archeolog, architekt, urbanista, profesor nauk technicznych (zm. 2024)
  - Michael Fisher, amerykański duchowny katolicki, biskup pomocniczy waszyngtoński
  - Haris Mohammed, iracki piłkarz
  - Johnny Moore, amerykański koszykarz, trener
  - Miranda Richardson, brytyjska aktorka
- 1959:
  - Matthias Buse, niemiecki skoczek narciarski
  - Pedro Costa, portugalski reżyser filmowy i telewizyjny
  - Krzysztof Etmanowicz, polski piłkarz, trener (zm. 2012)
  - Nell Fortner, amerykańska koszykarka, trenerka
  - Kazimierz Janiak, polski agronom, wykładowca akademicki, związkowiec, polityk, poseł na Sejm RP
  - Serhij Łajewski, ukraiński lekkoatleta, skoczek w dal
  - Anna Rita Sparaciari, włoska florecistka
- 1960:
  - Luigi Bianco, włoski duchowny katolicki, arcybiskup, nuncjusz apostolski
  - Kazimierz Krzyżański, polski kajakarz
  - Ewa Szydłowska, polska lekkoatletka, biegaczka długodystansowa
- 1961:
  - Tom Emmer, amerykański polityk, kongresman
  - Anita Hegerland, norweska piosenkarka
  - Wiaczesław Iwanienko, rosyjski lekkoatleta, chodziarz
  - Fatima Whitbread, brytyjska lekkoatletka, oszczepniczka pochodzenia cypryjskiego
- 1962:
  - Juan Covington, amerykański seryjny morderca
  - Jackie Joyner-Kersee, amerykańska lekkoatletka, wieloboistka i skoczkini w dal
  - Luis José Rueda Aparicio, kolumbijski duchowny katolicki, arcybiskup Bogoty, kardynał prezbiter
- 1963:
  - Chaltmaagijn Battulga, mongolski polityk, prezydent Mongolii
  - Jonathan Bullock, brytyjski polityk, eurodeputowany
  - Martín Fiz, hiszpański lekkoatleta, maratończyk
  - Conor Lenihan, irlandzki polityk
  - Marina Pankowa, rosyjska siatkarka (zm. 2015)
  - Vladimír Plulík, słowacki taternik, himalaista (zm. 2008)
  - Marzena Wojdecka, polska lekkoatletka, sprinterka
- 1964:
  - Marcony Vinícius Ferreira, brazylijski duchowny katolicki, biskup pomocniczy Brasílii, arcybiskup polowy Brazylii
  - Laura Harring, amerykańska aktorka pochodzenia meksykańskiego
  - Jiang Jialiang, chiński tenisista stołowy
  - Krzysztof Poliński, polski perkusista, muzyk sesyjny, aranżer
  - Jose Pulickal, indyjski duchowny syromalabarski, biskup Kanjirapally
  - Kelly Reichardt, amerykańska reżyserka i scenarzystka filmowa
  - Milton Tróccoli, urugwajski duchowny katolicki, biskup Maldonado-Punta del Este
- 1965:
  - Eric DaRe, amerykański aktor
  - Dragan Stojković, serbski piłkarz
  - Waldemar Tomaszewski, litewski inżynier, polityk, samorządowiec, działacz polskiej mniejszości narodowej
  - Tuomo Ylipulli, fiński skoczek narciarski (zm. 2021)
- 1966:
  - Nacer Abdellah, marokański piłkarz
  - Hope Marie Carlton, amerykańska aktorka, modelka
  - Fernando Colunga, meksykański aktor, model
  - Jiří Holubec, czeski biathlonista
  - Michaił Miszustin, rosyjski ekonomista, polityk, premier Rosji
  - Grzegorz Nowaczyk, polski samorządowiec, prezydent Elbląga
  - Heidi Swedberg, amerykańska aktorka filmowa i telewizyjna
  - Timo Tolkki, fiński gitarzysta, wokalista, kompozytor, członek zespołów: Stratovarius i Revolution Renaissance
- 1967:
  - Isabel Abedi, niemiecka autorka książek dla dzieci
  - Claudio Arbiza, urugwajski piłkarz, bramkarz
  - Magdalena Durecka, polska piosenkarka, autorka tekstów
  - Małgorzata Knop, polska koszykarka
  - Naser Orić, bośniacki wojskowy
  - Iveta Roubíčková, czeska biathlonistka
  - Aleksandr Wołkow, rosyjski tenisista (zm. 2019)
- 1968:
  - Caroline Alexander, brytyjska kolarka górska, przełajowa i szosowa
  - Lorena Espinoza, meksykańska lekkoatletka, tyczkarka
  - Vichairachanon Khadpo, tajski bokser
  - Brian Leetch, amerykański hokeista
  - Olga Pasiecznik, polska śpiewaczka operowa (sopran) pochodzenia ukraińskiego
  - Jörg Stiel, szwajcarski piłkarz, bramkarz
- 1969:
  - Johnny Bacolas, amerykański muzyk
  - Csilla Bátorfi, węgierska tenisistka stołowa
- 1970:
  - Simon Biwott, kenijski lekkoatleta, maratończyk
  - Julie Bowen, amerykańska aktorka
  - Gabriel Cedrés, urugwajski piłkarz
  - Kristine Kunce, australijska tenisistka
  - Jagoda Pietruszkówna, polska aktorka
- 1971:
  - Christian Eigner, austriacki perkusista
  - Vinko Marinović, serbsko-bośniacki piłkarz i trener
  - Martin Procházka, czeski hokeista
  - Dariusz Ulanowski, polski piłkarz
  - Bjarte Engen Vik, norweski narciarz, specjalista kombinacji norweskiej
- 1972:
  - Darren Anderton, angielski piłkarz
  - Wołodymyr Kowaluk, ukraiński piłkarz, trener
  - Petr Luxa, czeski tenisista
  - Peter O’Leary, nowozelandzki sędzia piłkarski
  - Christian Oliver, niemiecki aktor, model (zm. 2024)
  - Salvo Pogliese, włoski polityk, samorządowiec, burmistrz Katanii
- 1973:
  - Xavier Bettel, luksemburski polityk, premier Luksemburga
  - John LeCompt, amerykański gitarzysta
  - Matthew Marsden, brytyjski aktor, piosenkarz
- 1974:
  - Daniel Bautista, hiszpański polityk
  - Leyla Birlik, turecka polityk
  - Ada Colau, hiszpańska i katalońska działaczka samorządowa polityk, alkad Barcelony
  - David Faustino, amerykański aktor, scenarzysta i producent filmowy, piosenkarz
  - Danny Felix, amerykański zapaśnik
  - Maciej Kierzkowski, polski muzyk, członek zespołu Swoją Drogą Trio
  - Tomáš Kraus, czeski narciarz dowolny
  - James Rebanks, brytyjski pasterz i hodowca owiec, pisarz
  - Josef Strobl, austriacki narciarz alpejski
- 1975:
  - A.M. Bakalar, polska pisarka
  - Johanna Wokalek, niemiecka aktorka pochodzenia rumuńskiego
- 1976:
  - Muhammad al-Manfi, libijski polityk, przewodniczący Rady Prezydenckiej Libii
  - Anna Heiramo, fińska snowboardzistka
  - Karolina Jaroszewska, polska wiolonczelistka
  - Natalia Kukulska, polska piosenkarka, autorka tekstów, producentka muzyczna
  - Alfonso de Nigris, meksykański aktor, model
  - Keit Pentus-Rosimannus, estońska polityk
  - Joos Valgaeren, belgijski piłkarz
  - Justyna Weselak, polska piłkarka ręczna
- 1977:
  - Gabriel Arroyo, argentyński siatkarz
  - Davey Barr, kanadyjski narciarz dowolny
  - Jean-Christophe Bette, francuski wioślarz
  - Gilbert Cassidy Gawing, malezyjski piłkarz
  - Vitor Hugo, brazylijski aktor, reżyser i producent teatralny
  - Giani Kiriță, rumuński piłkarz
  - Ronan Keating, irlandzki piosenkarz, kompozytor
  - Abhijit Kunte, indyjski szachista
  - Anna Marczewska, polska koszykarka
- 1978:
  - Leonora Jakupi, albańska piosenkarka, autorka tekstów
  - Shingo Matsumoto, japoński zapaśnik
  - Magdalena Mielcarz, polska aktorka, modelka
  - Marcin Nowak, polski reżyser efektów specjalnych
  - Domènec Ruiz Devesa, hiszpański polityk, eurodeputowany
  - Samantha Ryan, amerykańska aktorka pornograficzna
- 1979:
  - Genito, mozambicki piłkarz
  - Michał Pałubski, polski artysta kabaretowy
  - Radoslav Rogina, chorwacki kolarz szosowy
  - Aki Tonoike, japońska łyżwiarka szybka
  - Andrew Triggs Hodge, brytyjski wioślarz
  - Ghenadi Tulbea, mołdawski i monakijski zapaśnik
- 1980:
  - Nadia Hai, francuska polityk
  - Pavel Krmaš, czeski piłkarz
  - Fabien Tilliet, francuski wioślarz
  - Katherine Waterston, amerykańska aktorka
  - İlham Zəkiyev, azerski judoka
- 1981:
  - Ervin Bulku, albański piłkarz, trener
  - Justin Gabriel, amerykański wrestler
  - Edyta Jakubiec, polska szachistka
  - Lil’ Flip, amerykański raper
  - Steven Luevano, amerykański bokser pochodzenia meksykańskiego
  - László Nagy, węgierski piłkarz ręczny
  - Emmanuel Pappoe, ghański piłkarz
  - Eduard Stăncioiu, rumuński piłkarz, bramkarz
  - Edwin Valero, wenezuelski bokser (zm. 2010)
- 1982:
  - Jessica Biel, amerykańska aktorka
  - Aida Nikołajczuk, ukraińska piosenkarka
  - Bartosz Obuchowicz, polski aktor
  - Aleksandra Ruda, ukraińska pisarka
- 1983:
  - Heather Fell, brytyjska pięcioboistka nowoczesna
  - Karol Nawrocki, polski historyk, prezes IPN, prezydent RP
  - Sarah Poewe, niemiecka pływaczka
- 1984:
  - Ángel Javier Arizmendi, hiszpański piłkarz
  - Maciej Biskupski, polski socjolog, samorządowiec
  - Wira Diateł, ukraińska piłkarka
  - Ivar, amerykański wrestler
  - Petra Lammert, niemiecka lekkoatletka, kulomiotka, bobsleistka
  - Ma Yingnan, chińska judoczka
  - Marie-Gaïané Mikaelian, szwajcarska tenisistka pochodzenia ormiańskiego
  - Marko Popović, bośniacki koszykarz
  - Yassine Remch, marokański piłkarz
  - Aleksandr Siomin, rosyjski hokeista
  - Akiho Yoshizawa, japońska aktorka pornograficzna
- 1985:
  - Josipa Bura, chorwacka koszykarka
  - David Davies, brytyjski pływak
  - Gabriela Medina, meksykańska lekkoatletka, sprinterka i biegaczka średniodystansowa
  - Nghiêm Thị Giang, wietnamska zapaśniczka
  - Momcził Nikołow, bułgarski szachista
  - Femi Opabunmi, nigeryjski piłkarz
  - Mariel Zagunis, amerykańska szablistka
- 1986:
  - Amanda Bisk, australijska lekkoatletka, tyczkarka pochodzenia polskiego
  - Pauline Macabies, francuska biathlonistka
  - Djo Issama Mpeko, kongijski piłkarz
  - Stacie Orrico, amerykańska piosenkarka
  - Katarzyna Pułkośnik, polska judoczka
  - Edwin Soi, kenijski lekkoatleta, biegacz długodystansowy i przełajowy
  - Patrick Steuerwald, niemiecki siatkarz
  - Justyna Zembrzuska, polska lekkoatletka, biegaczka średniodystansowa
- 1987:
  - Shraddha Kapoor, indyjska aktorka, piosenkarka
  - Katarzyna Moś, polska piosenkarka, kompozytorka, autorka tekstów
  - Lasse Nielsen, duński piłkarz
  - Rok Štraus, słoweński piłkarz
  - Daniel Tagoe, kirgiski piłkarz pochodzenia ghańskiego
  - Andriej Zubariew, rosyjski hokeista
- 1988:
  - Teodora Mirčić, serbska tenisistka
  - Rafael Muñoz, hiszpański pływak
  - Sibel Özkan, turecka sztangistka
- 1989:
  - Macris Carneiro, brazylijska siatkarka
  - Tina Manker, niemiecka wioślarka
  - Erwin Mulder, holenderski piłkarz, bramkarz
  - Raluca Olaru, rumuńska tenisistka
- 1990:
  - Monika Borzym, polska piosenkarka
  - Aleksander Czyż, polski koszykarz
  - Cornel Fredericks, południowoafrykański lekkoatleta, płotkarz
  - Tiémoko Konaté, iworyjski piłkarz
  - Jakub Kubieniec, polski judoka
  - Emmanuel Rivière, francuski piłkarz
- 1991:
  - Víctor Elías, hiszpański aktor, piosenkarz
  - Julita Fabiszewska, polska piosenkarka
  - Filippo Lanza, włoski siatkarz
- 1992:
  - Ali Bahjat, iracki piłkarz
  - Fernando Lucas Martins, brazylijski piłkarz
  - Philip Stenmalm, szwedzki piłkarz ręczny
  - Walihan Sailike, chiński zapaśnik
- 1993:
  - Matic Benedik, słoweński skoczek narciarski
  - Gabriela Cé, brazylijska tenisistka
  - Syntia Ellward, polska lekkoatletka, biegaczka średniodystansowa
  - Nicole Gibbs, amerykańska tenisistka
  - Saeid Mohammadpourkarkaragh, irański sztangista
  - Antonio Rüdiger, niemiecki piłkarz pochodzenia sierraleońskiego
- 1994:
  - Jonathan Castro, hiszpański piłkarz
  - Filip Garbacz, polski aktor
  - Brittany MacLean, kanadyjska pływaczka
  - Christoffer Mafoumbi, kongijski piłkarz, bramkarz
- 1995:
  - Josip Ćorluka, bośniacki piłkarz
  - J’den Cox, amerykański zapaśnik
  - Bryan Cristante, włoski piłkarz
  - Josh Hart, amerykański koszykarz
  - Yelizaveta Səmədova, azerska siatkarka
- 1996:
  - Alexandra Edebo, szwedzka narciarka dowolna
  - Alexandra Frantti, amerykańska siatkarka
  - Cameron Johnson, amerykański koszykarz
  - Anna Zapała, polska piłkarka
- 1997:
  - Allan, brazylijski piłkarz
  - Camila Cabello, amerykańska piosenkarka pochodzenia kubańsko-meksykańskiego
  - Szerwin Hadżipur, irański piosenkarz, kompozytor
  - Rodgers Kwemoi, kenijski lekkoatleta, długodystansowiec
  - David Neres, brazylijski piłkarz
  - Witalij Zotow, ukraiński koszykarz
- 1998:
  - Aly Barghout, kanadyjski zapaśnik
  - Sławomir Busch, polski siatkarz
  - Darius Olaru, rumuński piłkarz
  - Nextaly Rodríguez, nikaraguański piłkarz pochodzenia kostarykańskiego
  - Jacob Sørensen, duński piłkarz
  - Jayson Tatum, amerykański koszykarz
- 1999:
  - Markus Howard, amerykański koszykarz
  - Dawid Jarząbek, polski skoczek narciarski
  - Jiang Xinyu, chińska tenisistka
  - Corey Kispert, amerykański koszykarz
- 2000:
  - Walerija Diemidowa, rosyjska narciarka dowolna
  - Eric Endres, brazylijski siatkarz
  - Ibrahim Fallatah, saudyjski zapaśnik
  - Kim Heiduk, niemiecki kolarz szosowy
  - Harnaaz Sandhu, indyjska aktorka, modelka
  - Alex Szőke, węgierski zapaśnik
- 2002:
  - Keely Hodgkinson, brytyjska lekkoatletka, biegaczka średniodystansowa
  - Saidu Bah Kamara, sierraleoński piłkarz
  - Li Bingjie, chińska pływaczka
  - Lorenzo Musetti, włoski tenisista
  - Leonidas Stergiou, szwajcarski piłkarz pochodzenia greckiego
- 2003:
  - Mohamed El-Sayed, egipski szpadzista
  - Benjamin Tahirović, bośniacki piłkarz
- 2004:
  - Kevin Amaro, urugwajski piłkarz
  - Chris Brady, amerykański piłkarz, bramkarz
  - Matheus Nascimento, brazylijski piłkarz
  - Marciano Sanca, piłkarz z Gwinei Bissau
  - Jordan Walsh, amerykański koszykarz
- 2007 – Isabeau Levito, amerykańska łyżwiarka figurowa pochodzenia włoskiego

## Zmarli
- 116 – Aleksander I, papież (ur. ?)
- 1033 – Kunegunda Luksemburska, niemiecka królowa i cesarzowa, święta (ur. ok. 975)
- 1239 – Włodzimierz IV Dymitr Rurykowicz, wielki książę kijowski (ur. 1187)
- 1311 – Antony Bek, angielski duchowny katolicki, biskup Durham, łaciński patriarcha Jerozolimy (ur. ok. 1245)
- 1421 – Jan Kropidło, książę strzelecki i opolski, biskup poznański i włocławski, arcybiskup nominat gnieźnieński, biskup kamieński i chełmiński (ur. 1360–64)
- 1452 – Piotr Geremia, włoski dominikanin, błogosławiony (ur. 1399)
- 1459 – Ausiàs March, kataloński rycerz, poeta (ur. 1397)
- 1554 – Jan Fryderyk I, elektor Saksonii (ur. 1503)
- 1578 – Sebastiano Veniero, doża Wenecji, admirał (ur. 1496)
- 1588 – Henryk XI, książę legnicki (ur. 1539)
- 1589 – Johannes Sturm, niemiecki reformator szkolnictwa (ur. 1507)
- 1604 – Faust Socyn, włoski reformator religijny, teolog, polemista, prozaik, poeta (ur. 1539)
- 1605 – Klemens VIII, papież (ur. 1536)
- 1628 – Edward Somerset, angielski arystokrata, polityk (ur. ok. 1550)
- 1631 – Tomasz Acerbis, włoski kapucyn, błogosławiony (ur. 1563)
- 1642 – Sigismondo Coccapani, włoski malarz, architekt (ur. 1583)
- 1700 – Girolamo Casanate, włoski kardynał (ur. 1620)
- 1703 – Robert Hooke, angielski fizyk, biolog, astronom (ur. 1635)
- 1706 – Johann Pachelbel, niemiecki kompozytor, organista, pedagog (ur. 1653)
- 1707 – Aurangzeb, władca Imperium Mogołów w Indiach, fundamentalista islamski (ur. 1618)
- 1716 – Misjonarze zamordowani w Gonderze (Etiopia):
  - Michał Pius Fasoli, włoski franciszkanin, męczennik, błogosławiony (ur. 1670)
  - Samuel Marzorati, włoski franciszkanin, męczennik, błogosławiony (ur. 1670)
  - Liberat Weiss, niemiecki franciszkanin, męczennik, błogosławiony (ur. 1675)
- 1718 – Jean d’Estrées, francuski duchowny katolicki, dyplomata (ur. 1666)
- 1731 – Albert Ernest II, książę Oettingen (ur. 1669)
- 1765 – William Stukeley, brytyjski duchowny anglikański, lekarz, badacz starożytności (ur. 1687)
- 1768 – Nicola Porpora, włoski kompozytor, nauczyciel śpiewu (ur. 1686)
- 1773 – Federico Marcello Lante, włoski kardynał (ur. 1695)
- 1796 – Pierre-René Rogue, francuska zakonnica, męczennica, błogosławiona (ur. 1758)
- 1797 – Yves-Joseph de Kerguelen-Trémarec, francuski żeglarz, odkrywca (ur. 1734)
- 1801 – Michael Angelo Rooker, brytyjski malarz, grafik, ilustrator, scenograf (ur. 1746)
- 1804 – Giovanni Domenico Tiepolo, włoski malarz, rysownik, grafik (ur. 1727)
- 1808 – Johan Christian Fabricius, duński entomolog, arachnolog, ekonomista (ur. 1745)
- 1823 – Antoni Wisłocki, polski ziemianin (ur. ok. 1770)
- 1824 – Giovanni Battista Viotti, włoski skrzypek, kompozytor (ur. 1755)
- 1849 – Benedict Arnold, amerykański przedsiębiorca, właściciel ziemski, filantrop, polityk (ur. 1780)
- 1851 – Charles Stanhope, brytyjski arystokrata, pułkownik (ur. 1780)
- 1852 – Teresa Eustochio Verzeri, włoska zakonnica, święta (ur. 1801)
- 1854:
  - Giovanni Battista Rubini, włoski śpiewak operowy (tenor) (ur. 1794)
  - Harriet Smithson, irlandzka aktorka (ur. 1800)
- 1857 – William Brown, argentyński admirał pochodzenia irlandzkiego (ur. 1777)
- 1858 – József Bajza, węgierski poeta, krytyk literacki, publicysta (ur. 1804)
- 1862 – Adam Jasiński, polski duchowny katolicki, biskup przemyski (ur. 1812)
- 1863 – Stanisław Klemens Dogiel, polski nauczyciel, przyrodnik (ur. 1795)
- 1870 – Friedrich Boie, niemiecki prawnik, ornitolog, entomolog (ur. 1789)
- 1871 – Michael Thonet, niemiecki producent mebli (ur. 1796)
- 1878 – Maciej Dembiński, polski organista, dyrygent, kompozytor, pedagog (ur. 1804)
- 1879:
  - William Kingdon Clifford, brytyjski matematyk, filozof, wykładowca akademicki (ur. 1845)
  - Katharina Fröhlich, austriacka piosenkarka, filantropka, mecenas artystów i pisarzy (ur. 1800)
- 1882 – Ludwig Kalisch, niemiecki pisarz pochodzenia żydowskiego (ur. 1814)
- 1886 – Angelo Jacobini, włoski kardynał (ur. 1825)
- 1888 – Anton Magnus Schoenawa, niemiecki przedsiębiorca (ur. 1810)
- 1890 – Innocenty z Berzo, włoski kapucyn, błogosławiony (ur. 1844)
- 1899 – Józef Zaleski, polski Feldmarschalleutnant cesarskiej i królewskiej Armii (ur. 1838)
- 1900:
  - Ignacy Chylewski, polski inżynier, porucznik kawalerii, uczestnik powstania styczniowego (ur. 1844)
  - Ludwig Purtscheller, austriacki nauczyciel, alpinista (ur. 1849)
- 1902 – Mikołaj Stanisław Epstein, polski poeta pochodzenia żydowskiego (ur. 1831)
- 1903 – František Ladislav Rieger, czeski ekonomista, polityk (ur. 1818)
- 1904 – Kornel Kozłowski, polski etnograf, historyk (ur. 1838)
- 1905:
  - Kazimierz Bielawski, polski i amerykański inżynier, topograf, budowniczy linii kolejowych (ur. 1815)
  - Antonio Annetto Caruana, maltański archeolog, pisarz (ur. 1830)
- 1910:
  - Bolesław Ciechanowiecki, polski hrabia, wysoki urzędnik w służbie rosyjskiej, gubernator ufijski (ur. 1857)
  - Hendrich Jordan, serbołużycki folklorysta, wydawca, nauczyciel (ur. 1841)
- 1911 – Edward August Lilpop, polski architekt, budowniczy (ur. 1844)
- 1912:
  - Oskar Enqvist, rosyjski wiceadmirał pochodzenia szwedzko-fińskiego (ur. 1849)
  - Aleksander Stopczański, polski profesor chemii lekarskiej i patologicznej, biegły sądowy (ur. 1835)
- 1913:
  - Maria Arct-Golczewska, polska nauczycielka, tłumaczka, popularyzatorka nauk przyrodniczych (ur. 1872)
  - Kushe Mica, albańska nauczycielka (ur. 1841)
- 1914:
  - Fethi Bey, turecki pilot (ur. 1887)
  - Edward Janusz, polski porucznik armii austro-węgierskiej, fotograf (ur. 1850)
- 1916:
  - Eduard Herrmann, niemiecki duchowny katolicki, biskup pomocniczy warmiński (ur. 1836)
  - George Huntington, amerykański lekarz (ur. 1850)
  - Alwill Jankau, niemiecki architekt (ur. 1859)
- 1920 – Stanisław Ignacy Norblin, polski przemysłowiec, bankowiec, działacz społeczny (ur. 1859)
- 1921 – Pierre Cuypers, holenderski architekt (ur. 1827)
- 1922:
  - Aleksander Krzeczunowicz, polski ziemianin, polityk, działacz społeczny (ur. 1863)
  - Bolesław Zahorski, polski porucznik piechoty, działacz niepodległościowy, publicysta, poeta, bibliotekarz (ur. 1886)
- 1923:
  - William Leszynsky, amerykański neurolog (ur. 1859)
  - Karl Adolf Lorenz, niemiecki kompozytor, pedagog (ur. 1837)
- 1925:
  - Agustín de Iturbide y Green, meksykański następca tronu (ur. 1863)
  - Alf Pedersen, norweski bokser (ur. 1904)
- 1926 – Julius Epstein, chorwacki i austriacki pianista, pedagog (ur. 1831)
- 1928:
  - Otto Georg Bogislaf von Glasenapp, niemiecki bankowiec, finansista (ur. 1853)
  - Hugo Koch, holenderski wynalazca (ur. 1870)
  - Bernhard Pollack, niemiecki okulista, neuroanatom, wykładowca akademicki pochodzenia żydowskiego (ur. 1865)
  - Jan Toorop, holenderski malarz, grafik, rysownik (ur. 1858)
- 1931:
  - Antoni Buczyński, polski rotmistrz (ur. 1897)
  - Hasan İzzet Pasza, turecki generał (ur. 1871)
- 1932:
  - Eugen d’Albert, niemiecki kompozytor, pianista (ur. 1864)
  - Ernest Howard Griffiths, walijski fizyk, wynalazca, wykładowca akademicki (ur. 1851)
  - Alfieri Maserati, włoski kierowca wyścigowy, inżynier, przedsiębiorca (ur. 1887)
- 1933 – Joseph Elsner, niemiecki rzeźbiarz, architekt (ur. 1845)
- 1936:
  - Grigorij Grum-Grzymajło, rosyjski geograf, zoolog, podróżnik (ur. 1860)
  - Zygmunt Mokrzecki, polski entomolog, zoolog (ur. 1865)
- 1938 – Szolem Szwarcbard, żydowski poeta, publicysta, anarchista, zamachowiec (ur. 1886)
- 1939 – Auguste-Maurice Clément, francuski duchowny katolicki, biskup Monako (ur. 1865)
- 1940:
  - Arthur Montagu Brookfield, niemiecki pułkownik, urzędnik konsularny, polityk (ur. 1853)
  - Karl Muck, niemiecki dyrygent (ur. 1859)
- 1941 – Edward Wittig, polski rzeźbiarz (ur. 1879)
- 1942:
  - Aleksander Adelman, polski samorządowiec, polityk, senator RP (ur. 1859)
  - Ernst Bernheim, niemiecki historyk (ur. 1850)
  - Amedeo d’Aosta, włoski książę, generał (ur. 1898)
  - Robert Domany, jugosłowiański rewolucjonistka, partyzant (ur. 1908)
  - Hélène Prévost, francuska tenisistka (ur. 1878)
- 1943:
  - Edward FitzRoy, brytyjski polityk (ur. 1869)
  - Mojsiej Kogan, francuski grafik, rzeźbiarz pochodzenia rosyjsko-żydowskiego (ur. 1879)
  - Ludwig Leinberger, niemiecki piłkarz (ur. 1903)
  - Teodor Zirkwitz, polski duchowny luterański i działacz społeczny (ur. 1863)
- 1944:
  - Franciszak Alachnowicz, białoruski pisarz, publicysta, reżyser teatralny, działacz narodowy i kulturalny (ur. 1883)
  - Teodor Kozubski, polski rolnik, księgarz, działacz społeczny, polityk, poseł na Sejm RP (ur. 1887)
- 1945:
  - Kurt Schmidt, niemiecki generał porucznik (ur. 1891)
  - Torger Tokle, amerykański skoczek narciarski (ur. 1919)
- 1947:
  - Fiłaret Kołessa, ukraiński etnograf, folklorysta, kompozytor, historyk muzyki i literatury (ur. 1871)
  - Adam Kowalski, polski major, dziennikarz, poeta (ur. 1896)
- 1951 – Leon Preibisz, polski historyk sztuki, prawnik (ur. 1882)
- 1952 – Jan Lauber, polski okulista, wykładowca akademicki (ur. 1876)
- 1953 – Jim Jeffries, amerykański bokser (ur. 1875)
- 1954:
  - Djalma Bezerra dos Santos, brazylijski piłkarz (ur. 1918)
  - Hugh Roddin, brytyjski bokser (ur. 1887)
  - George Wiley, amerykański kolarz torowy (ur. 1881)
- 1955:
  - Katarzyna Maria Drexel, amerykańska zakonnica, święta (ur. 1858)
  - Lewis Spence, szkocki dziennikarz, folklorysta (ur. 1874)
- 1956 – Ernst Loof, niemiecki kierowca wyścigowy (ur. 1907)
- 1957 – Tomasz Bando, polski działacz komunistyczny (ur. 1897)
- 1959 – Lou Costello, amerykański aktor (ur. 1906)
- 1960 – Iwan Grawe, radziecki generał major wojsk inżynieryjnych (ur. 1874)
- 1961:
  - Joseph R. Grundy, amerykański polityk (ur. 1863)
  - Paul Wittgenstein, amerykański pianista pochodzenia austriackiego (ur. 1887)
- 1962 – Pierre Benoit, francuski pisarz (ur. 1886)
- 1963:
  - Dorothy Hansine Andersen, amerykańska pediatra, patolog (ur. 1901)
  - Faustyn Pérez-Manglano Magro, hiszpański Sługa Boży (ur. 1946)
  - Zenobiusz Poduszko, ukraińsko-polski malarz, scenograf, oficer (ur. 1887)
- 1964 – Stanisław Fryze, polski podporucznik, inżynier elektryk, wykładowca akademicki (ur. 1885)
- 1965:
  - Szymon (Du), chiński biskup prawosławny (ur. 1886)
  - Józef Pietraszewski, polski budowniczy, krajoznawca, publicysta krajoznawczy, pedagog (ur. 1885)
  - Vincas Vitkauskas, litewski generał, radziecki polityk (ur. 1890)
- 1966:
  - Alfonso Castaldo, włoski duchowny katolicki, arcybiskup Neapolu, kardynał (ur. 1890)
  - William Frawley, amerykański aktor (ur. 1887)
- 1967 – Renāte Lāce, łotewska lekkoatletka, sprinterka i skoczkini w dal (ur. 1943)
- 1968 – Jan Skotarek, polski inżynier, architekt, podpułkownik saperów, powstaniec wielkopolski (ur. 1883)
- 1969:
  - Fred Alexander, amerykański tenisista (ur. 1880)
  - Martin Lucas, holenderski duchowny katolicki, werbista, arcybiskup tytularny, nuncjusz apostolski (ur. 1894)
  - Aleksandr Tołusz, rosyjski szachista, trener (ur. 1910)
- 1970 – Jimmy Claxton, amerykański baseballista (ur. 1892)
- 1971:
  - Victor Leemans, belgijski socjolog, polityk (ur. 1901)
  - Birger Lensander, szwedzki aktor (ur. 1908)
  - Anton Plenikowski, niemiecki polityk (ur. 1899)
  - Gabino Sosa, argentyński piłkarz, trener (ur. 1899)
- 1972 – (lub 2 marca) Kiyokata Kaburagi, japoński malarz (ur. 1878)
- 1973:
  - József Bánás, węgierski piłkarz, trener (ur. 1894)
  - Wiera Panowa, rosyjska pisarka (ur. 1905)
- 1974 – Carl Jakob Burckhardt, szwajcarski historyk, dyplomata (ur. 1891)
- 1975:
  - Stefania Łukowicz-Mokwa, polska skrzypaczka (ur. 1892)
  - László Németh, węgierski pisarz, eseista, tłumacz (ur. 1901)
  - Jerzy Srokowski, polski grafik, ilustrator książek, scenograf (ur. 1910)
- 1978 – Józef Marek, polski duchowny katolicki, biskup pomocniczy wrocławski (ur. 1932)
- 1980 – Awraham Rakanti, izraelski polityk (ur. 1888)
- 1981:
  - Oleg Dal, rosyjski aktor (ur. 1941)
  - Józef Gielo, polski poeta (ur. 1934)
  - Melpomeni Nelaj, albańska śpiewaczka operowa (sopran) (ur. 1932)
- 1982:
  - Josef Bradl, austriacki skoczek narciarski (ur. 1918)
  - Georges Perec, francuski pisarz (ur. 1936)
- 1983:
  - Hergé, belgijski rysownik komiksowy (ur. 1907)
  - Arthur Koestler, brytyjski pisarz, poliglota pochodzenia węgiersko-żydowskiego (ur. 1905)
- 1984 – Mike Mosley, amerykański kierowca wyścigowy (ur. 1946)
- 1985:
  - Iosif Szkłowski, radziecki astronom (ur. 1916)
  - Ludwik Zajdler, polski astronom, pisarz (ur. 1905)
- 1986:
  - Léonard Daghelinckx, belgijski kolarz torowy (ur. 1900)
  - Charles A. Halleck, amerykański polityk (ur. 1900)
- 1987 – Danny Kaye, amerykański aktor, piosenkarz (ur. 1911)
- 1988:
  - Henryk Szeryng, polski skrzypek pochodzenia żydowskiego (ur. 1918)
  - Lois Wilson, amerykańska aktorka (ur. 1894)
- 1989 – Józef Pieter, polski psycholog, filozof, pedagog, naukoznawca, wykładowca akademicki (ur. 1904)
- 1992:
  - Lella Lombardi, włoska uczestniczka wyścigów samochodowych (ur. 1941)
  - Jerzy Sienkiewicz, polski rysownik, satyryk (ur. 1925)
- 1993:
  - Carlos Montoya, hiszpański gitarzysta (ur. 1903)
  - Albert Sabin, amerykański lekarz (ur. 1906)
- 1994:
  - Roman Haubenstock-Ramati, polsko-austriacki kompozytor, grafik pochodzenia żydowskiego (ur. 1919)
  - Miłosław Kołodziejczyk, polski duchowny katolicki, biskup pomocniczy częstochowski (ur. 1928)
  - Karel Kryl, czeski pieśniarz, kompozytor, poeta (ur. 1944)
  - Ezra Stone, amerykański reżyser i scenarzysta filmowy (ur. 1917)
  - John Edward Williams, amerykański pisarz, literaturoznawca, wykładowca akademicki (ur. 1922)
  - Henryk Woźniak, polski kolarz szosowy, trener (ur. 1946)
- 1995:
  - Adam Bidziński, polski generał brygady pilot (ur. 1927)
  - Howard W. Hunter, amerykański duchowny, prezydent i prorok Kościoła Jezusa Chrystusa Świętych w Dniach Ostatnich (ur. 1907)
- 1996:
  - Marguerite Duras, francuska pisarka (ur. 1914)
  - John Krol, amerykański duchowny katolicki, arcybiskup Filadelfii, kardynał pochodzenia polskiego (ur. 1910)
- 1999 – Gerhard Herzberg, niemiecki chemik, laureat Nagrody Nobla (ur. 1904)
- 2000 – Sandra Schmirler, kanadyjska curlerka (ur. 1963)
- 2003:
  - Horst Buchholz, niemiecki aktor (ur. 1933)
  - Stanisław Pospieszalski, polski architekt, historyk sztuki (ur. 1917)
  - Peter Smithson, brytyjski architekt (ur. 1923)
- 2004:
  - Ryszard Antczak, polski piłkarz ręczny (ur. 1959)
  - Pedro Pietri, portorykański poeta, dramaturg (ur. 1944)
  - Muniswamy Rajagopal, indyjski hokeista na trawie (ur. 1926)
  - Anna Sadurska, polska archeolog, historyk sztuki, wykładowczyni akademicka (ur. 1921)
  - Violet Santangelo, amerykańska piosenkarka (ur. 1946)
  - Silas Warner, amerykański programista gier komputerowych (ur. 1949)
  - Alec Zino, brytyjski ornitolog (ur. 1916)
- 2005:
  - Rinus Michels, holenderski piłkarz, trener (ur. 1928)
  - Guylaine St-Onge, kanadyjska aktorka (ur. 1965)
- 2006:
  - Krzysztof Kołbasiuk, polski aktor (ur. 1952)
  - Richard Vander Veen, amerykański polityk (ur. 1922)
- 2007:
  - Osvaldo Cavandoli, włoski rysownik (ur. 1920)
  - Benito Lorenzi, włoski piłkarz (ur. 1925)
- 2008:
  - Giuseppe Di Stefano, włoski śpiewak operowy (tenor) (ur. 1921)
  - Annemarie Renger, niemiecka polityk (ur. 1919)
- 2009:
  - Sydney Chaplin, amerykański aktor (ur. 1926)
  - Sebastian Faißt, niemiecki piłkarz ręczny (ur. 1988)
  - Andrzej Gałkowski, polski architekt, urbanista, wykładowca akademicki (ur. 1926)
  - Viktor Gjika, albański reżyser, scenarzysta i operator filmowy (ur. 1937)
  - Konrad Hejna, polski starszy pancerny (ur. 1917)
  - Kazimierz Hoffman, polski poeta (ur. 1928)
  - Witold Kapryza, polski krajoznawca, pedagog, organizator harcerstwa (ur. 1913)
  - Richard Šafárik, słowacki hokeista (ur. 1975)
- 2010:
  - Michael Foot, brytyjski polityk (ur. 1913)
  - Anatolij Pietrow, rosyjski twórca filmów animowanych (ur. 1937)
  - Roman Sznejderman, ukraiński piłkarz, trener (ur. 1947)
  - Oleg Tiurin, rosyjski wioślarz (ur. 1937)
- 2011:
  - Henryk Baranowski, polski bibliotekarz, bibliograf (ur. 1920)
  - James L. Elliot, amerykański astronom (ur. 1943)
  - Thomas Gläser, niemiecki dyplomata (ur. 1945)
  - Irena Kwiatkowska, polska aktorka, artystka kabaretowa (ur. 1912)
  - Jerzy Maciuszko, polski historyk i krytyk literatury (ur. 1913)
  - Tadeusz Nowakowski, polski bokser, trener (ur. 1934)
  - Diemientij Parotikow, rosyjski aktor (ur. 1927)
  - Bohdan Pociej, polski muzykolog, krytyk muzyczny, publicysta (ur. 1933)
- 2012:
  - Jan Maj, polski działacz sportowy, prezes PZPN (ur. 1936)
  - Jerzy Stelmach, polski astrofizyk, kosmolog (ur. 1954)
- 2013:
  - Luis Cubilla, urugwajski piłkarz, trener (ur. 1940)
  - José Sancho, hiszpański aktor (ur. 1944)
- 2014:
  - Robert Ashley, amerykański kompozytor, aktor, reżyser i producent filmowy (ur. 1930)
  - Christine Buchegger, austriacka aktorka (ur. 1942)
  - Lech Działoszyński, polski lekarz, biochemik, tercjarz (ur. 1912)
  - Pierre Laroche, belgijski aktor (ur. 1931)
  - William Pogue, amerykański pilot wojskowy, astronauta (ur. 1930)
  - Aino-Maija Tikkanen, fińska aktorka (ur. 1927)
- 2015 – Wojciech Giełżyński, polski dziennikarz, reportażysta (ur. 1930)
- 2016:
  - Berta Cáceres, honduraska działaczka społeczna (ur. 1973)
  - Eiji Ezaki, japoński wrestler (ur. 1968)
  - Natalia Kraczkowska, rosyjska aktorka (ur. 1938)
  - Janina Kraupe-Świderska, polska malarka (ur. 1921)
  - Sarah Tait, australijska wioślarka (ur. 1983)
  - Elżbieta Tarkowska, polska socjolog (ur. 1944)
- 2017:
  - Małgorzata Bystroń, polska spadochroniarka, instruktorka spadochronowa (ur. 1965)
  - Míriam Colón, portorykańska aktorka (ur. 1936)
  - Marek Dmytrow, polski gitarzysta, kompozytor, realizator dźwięku (ur. 1950)
  - Andrzej Drażyk, polski piłkarz (ur. 1945)
  - Raymond Kopa, francuski piłkarz pochodzenia polskiego (ur. 1931)
  - René Préval, haitański polityk, prezydent Haiti (ur. 1943)
- 2018:
  - Roger Bannister, brytyjski lekkoatleta, średniodystansowiec, neurolog (ur. 1929)
  - Virgilijus Noreika, litewski śpiewak operowy (tenor) (ur. 1935)
  - Marian Podgóreczny, polski dziennikarz, radca prawny, pisarz, żołnierz AK (ur. 1927)
  - David Ogden Stiers, amerykański aktor, narrator, dyrygent (ur. 1942)
- 2019:
  - Andrzej Kiełbasiński, polski matematyk (ur. 1927)
  - Dimitrios Kulurianos, grecki ekonomista, polityk, minister finansów, eurodeputowany (ur. 1930)
  - Ted Lindsay, kanadyjski hokeista, trener (ur. 1925)
  - Milan Linzer, austriacki prawnik, polityk, eurodeputowany (ur. 1937)
  - Karolina Ściegienny, polska malarka, rzeźbiarka, witrażystka, medalierka (ur. 1923)
- 2020:
  - Stanisław Kania, polski polityk, działacz komunistyczny, I sekretarz KC PZPR (ur. 1927)
  - Nicolas Portal, francuski kolarz szosowy (ur. 1979)
- 2021:
  - Władysław Baka, polski ekonomista, polityk, prezes NBP (ur. 1936)
  - Sérgio Eduardo Castriani, brazylijski duchowny katolicki, arcybiskup Manaus (ur. 1954)
  - Jerzy Limon, polski anglista, literaturoznawca, pisarz, tłumacz, teatrolog (ur. 1950)
- 2022:
  - Tadeusz Borowski, polski aktor (ur. 1941)
  - Małgorzata Jamróz, polska lekkoatletka, biegaczka średnio- i długodystansowa (ur. 1973)
  - Bruce Johnstone, południowoafrykański kierowca wyścigowy (ur. 1937)
  - Merkorios, etiopski patriarcha Etiopskiego Kościoła Ortodoksyjnego (ur. 1938)
  - Albert Pobor, chorwacki trener piłkarski (ur. 1956)
  - Bruno Saul, estoński inżynier, polityk, przewodniczący Rady Ministrów Estońskiej SRR (ur. 1930)
  - Dean Woods, australijski kolarz szosowy i torowy (ur. 1966)
  - Jewhenij Zwonok, ukraiński kick-boxer (ur. 1999)
- 2023:
  - Stanisław Balbus, polski teoretyk literatury, wykładowca akademicki (ur. 1942)
  - Christopher Fowler, brytyjski pisarz (ur. 1953)
  - Argentina Menis, rumuńska lekkoatletka, dyskobolka (ur. 1948)
  - Kenzaburō Ōe, japoński prozaik, eseista, laureat Nagrody Nobla (ur. 1935)
  - Aleksander Rozenfeld, polski poeta, dziennikarz (ur. 1941)
  - Tom Sizemore, amerykański aktor (ur. 1961)
  - Camille Souter, irlandzka malarka (ur. 1929)
  - Rafael Viñoly, urugwajski architekt (ur. 1944)
  - Anna Wunderlich, polska scenografka filmowa, dekoratorka wnętrz (ur. 1954)
- 2024:
  - Alexandre Baptista, portugalski piłkarz (ur. 1941)
  - Edward Bond, brytyjski dramaturg (ur. 1934)
  - Bob Harrison, amerykański koszykarz, trener (ur. 1927)
  - Jaclyn Jose, filipińska aktorka (ur. 1964)
  - Agbéyomé Kodjo, togijski polityk, przewodniczący Zgromadzenia Narodowego, premier Togo (ur. 1954)
- 2025:
  - Henryk Bielski, polski reżyser filmowy (ur. 1935)
  - Zbigniew Eysmont, polski artysta plastyk, restaurator, polityk, poseł na Sejm RP (ur. 1949)
  - Dan Gawrecki, czeski historyk, profesor nauk humanistycznych (ur. 1943)
  - Eleonora Giorgi, włoska aktorka (ur. 1953)
  - Teodor Kulawczuk, polski ekonomista, profesor nauk ekonomicznych (ur. 1935)
  - Jean-Marie Londeix, francuski saksofonista (ur. 1932)
  - Craig Richard Nelson, amerykański aktor, reżyser teatralny, filmowy i telewizyjny (ur. 1947)
  - Mirosław Szafran, polski chemik, profesor nauk chemicznych (ur. 1933)
  - Felicia Țilea-Moldovan, rumuńska lekkoatletka, oszczepniczka (ur. 1967)